# Grumman
Pour les articles homonymes, voir Grumman (Dune).
La Grumman Aircraft Engineering Corporation, qui prit ensuite le nom de Grumman Aerospace Corporation est durant le XXe siècle l'une des entreprises produisant le plus d'avions militaires et civils. Fondée en 1929 par Leroy Grumman, elle fusionna à la fin du XXe siècle avec Northrop pour former le groupe Northrop Grumman.

## Histoire
Dans les années 1920, Leroy Grumman travaillait pour la Loening Aeronautical Engineering. Lorsque celle-ci fut achetée par Keystone Aircraft et que les entreprises se déplacèrent de New York vers la Pennsylvanie, Leroy Grumman et ses collègues (Edmund Ward Poor (en), William Schwendler (en), Jake Swirbul (en) et Clint Towl) lancèrent leur propre compagnie dans un garage de la ville de Baldwin (comté de Nassau) (en) sur Long Island.

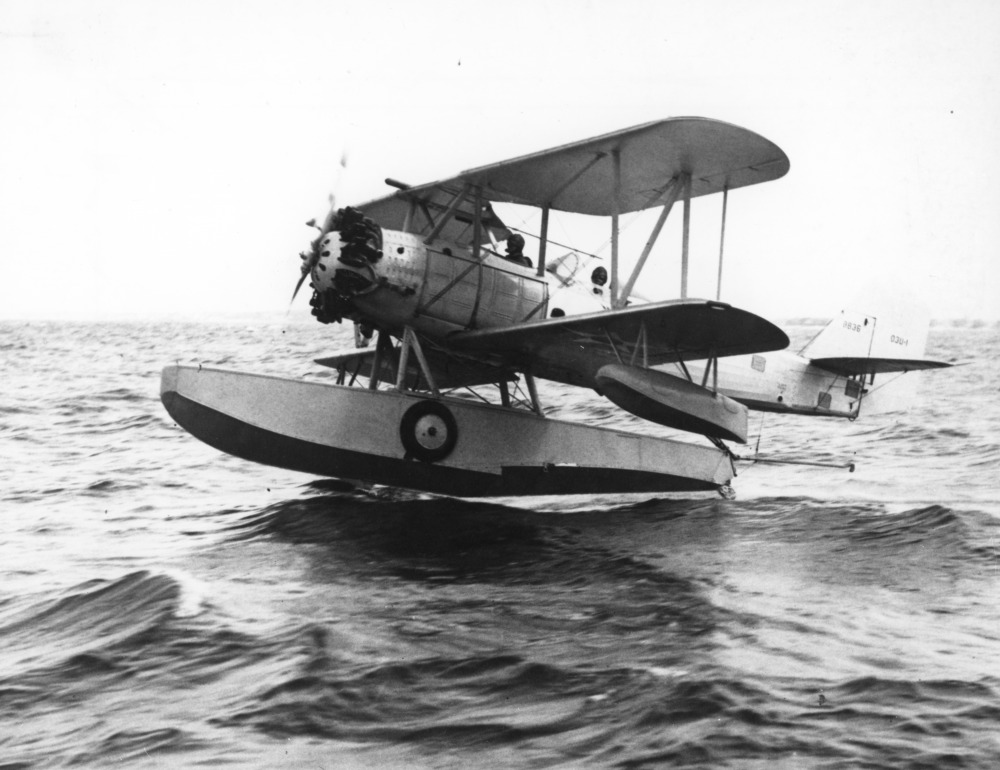
Un Vought O3U-1 Corsair testant le train d’atterrissage amphibie Grumman modèle B

La compagnie fut légalement déclarée le 5 décembre 1929 et ouvrit ses portes le 2 janvier 1930. Leurs premiers produits furent des flotteurs dotés d'un train d'atterrissage rétractable pour les hydravions Vought 03U-1 Corsair de l'US Navy. Le premier avion qu'ils produisirent fut aussi conçu pour la Navy : ce fut le Grumman FF, un biplan avec train rétractable. D'autres modèles lui succédèrent avec autant de succès. La compagnie prenant de l'ampleur, elle se déplaça à Valley Stream (New York), puis à Farmingdale (New York) et finalement, elle s'installa à Bethpage (New York).

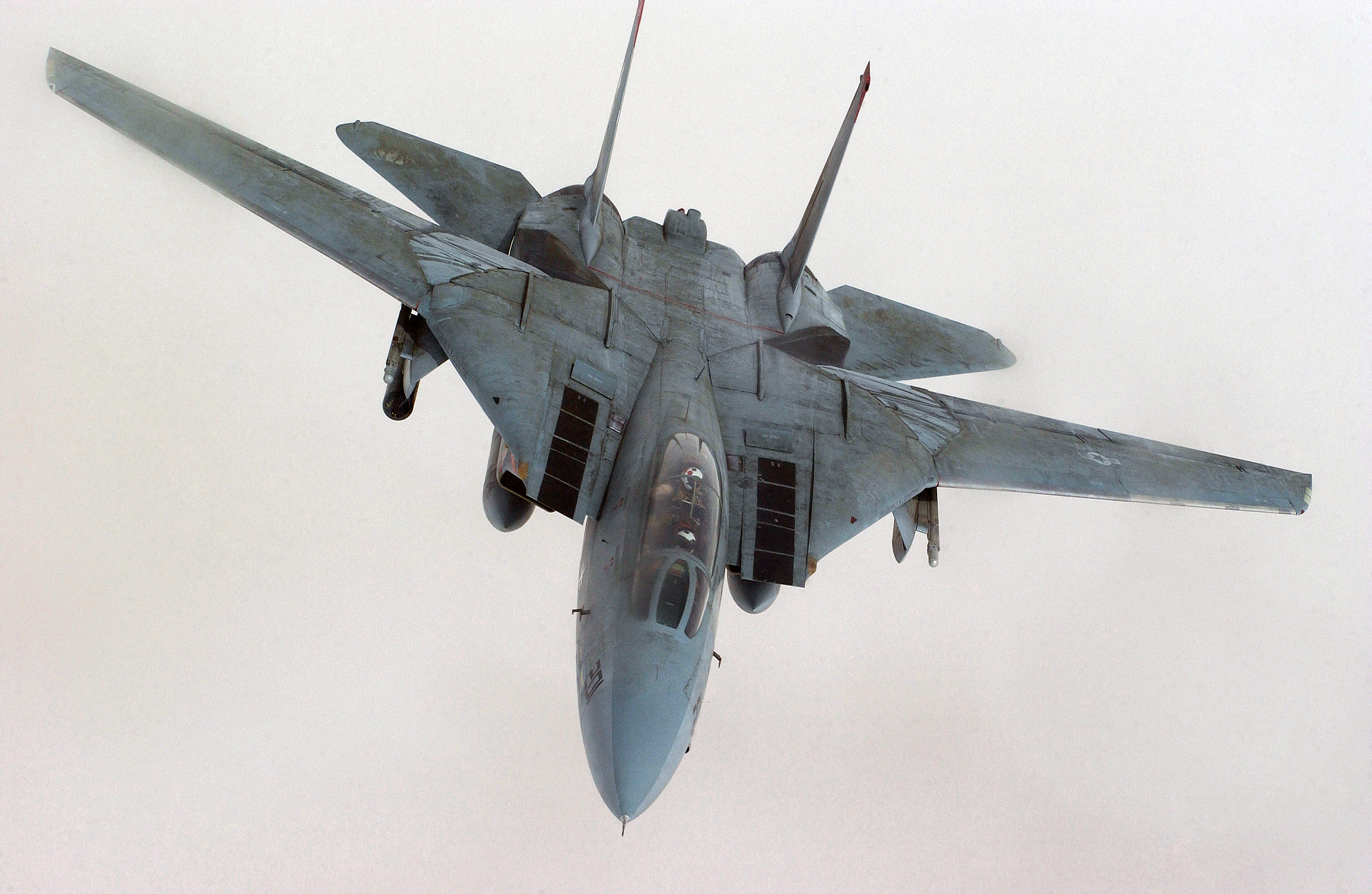
Un Grumman F-14B Tomcat de l'US Navy

Durant la Seconde Guerre mondiale, Grumman devint célèbre pour ses chasseurs : le F4F Wildcat de 1937, le Grumman F6F Hellcat de 1942 construit à 12275 exemplaires et pour son bombardier-torpilleur, le TBF Avenger de 1941. Le premier avion à réaction de Grumman fut le F9F Panther qui devint opérationnel en 1949, suivi par le F9F/F-9 Cougar amélioré et le F-11 Tiger dans les années 1950. Mais son plus gros succès d'après-guerre fut, dans les années 1960 le Grumman A-6 Intruder un bombardier embarqué et enfin, dans les années 1970, le F-14 Tomcat un intercepteur de supériorité aérienne embarqué. Il est le constructeur du Grumman E-2 Hawkeye un avion de surveillance aérienne et de commandement aéroporté ou AWACS développé pour être embarqué à bord de porte-avions, mis en service en 1964, il a depuis été exporté vers plusieurs pays dont la France.
Dans les années 1950, Grumman a commencé la production d'avions d'affaires Gulfstream, en commençant par le turbopropulseur Grumman Gulfstream I (modèle Grumman G-159) et le jet Grumman Gulfstream II (modèle Grumman G-1159). Les avions Gulfstream étaient exploités par de nombreuses entreprises, particuliers et agences gouvernementales, notamment diverses entités militaires et la NASA.

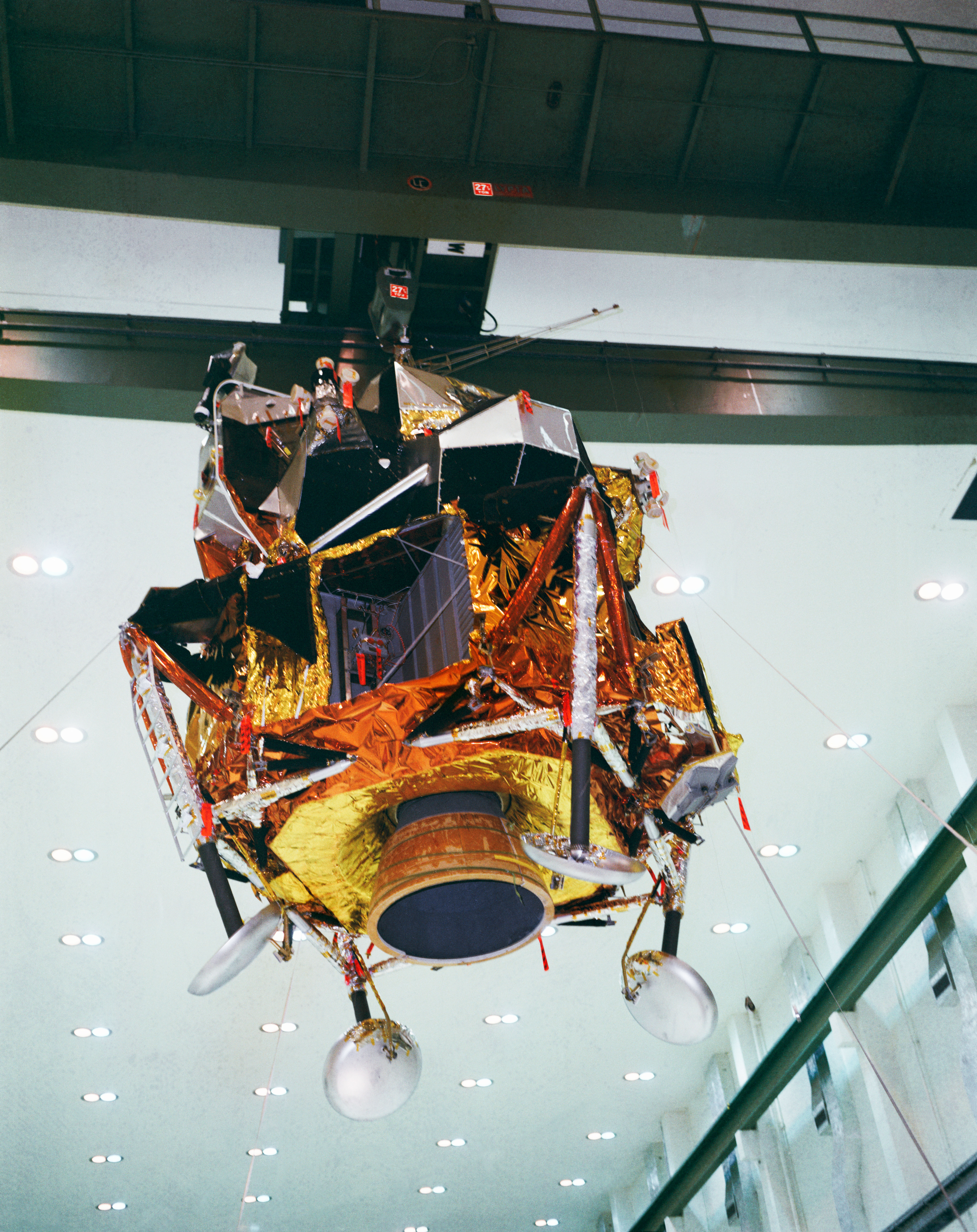
Module lunaire d'Apollo 11

Grumman fut également le chef de projet du module lunaire du projet Apollo qui permit aux premiers hommes d'aller sur la Lune. Ils reçurent le contrat le 7 novembre 1962 et construisirent finalement douze exemplaires (dont la moitié atteignirent le sol lunaire). Alors que le programme Apollo touchait à sa fin, Grumman fut l'un des prétendants au contrat pour construire la navette spatiale, mais ce fut Rockwell qui reçut le contrat.
En 1969, la compagnie prit le nom de Grumman Aerospace Corporation et en 1978, elle vendit la division Grumman-American à Gulfstream Aerospace. La fin de la guerre froide vers 1991 et ses conséquences sur les besoins en défense nationale conduisirent à une vague de fusions. En 1994, Grumman fusionna avec Northrop pour devenir Northrop Grumman.
Depuis 1999, Gulfstream est une filiale en propriété exclusive de General Dynamics.

## Les avions produits par Grumman
- Chasseurs
  - Grumman FF
  - Grumman F2F
  - Grumman F3F
  - Grumman F4F Wildcat
  - Grumman F6F Hellcat
  - Grumman F7F Tigercat
  - Grumman F8F Bearcat
  - Grumman F9F Panther
  - Grumman F9F Cougar
  - Grumman F-11 Tiger
  - Grumman F-14 Tomcat
- Avions d'attaque au sol
  - Grumman A-6 Intruder
- Bombardiers
  - Grumman TBF Avenger
- Hydravions
  - J2F Duck
  - Grumman G-21 Goose

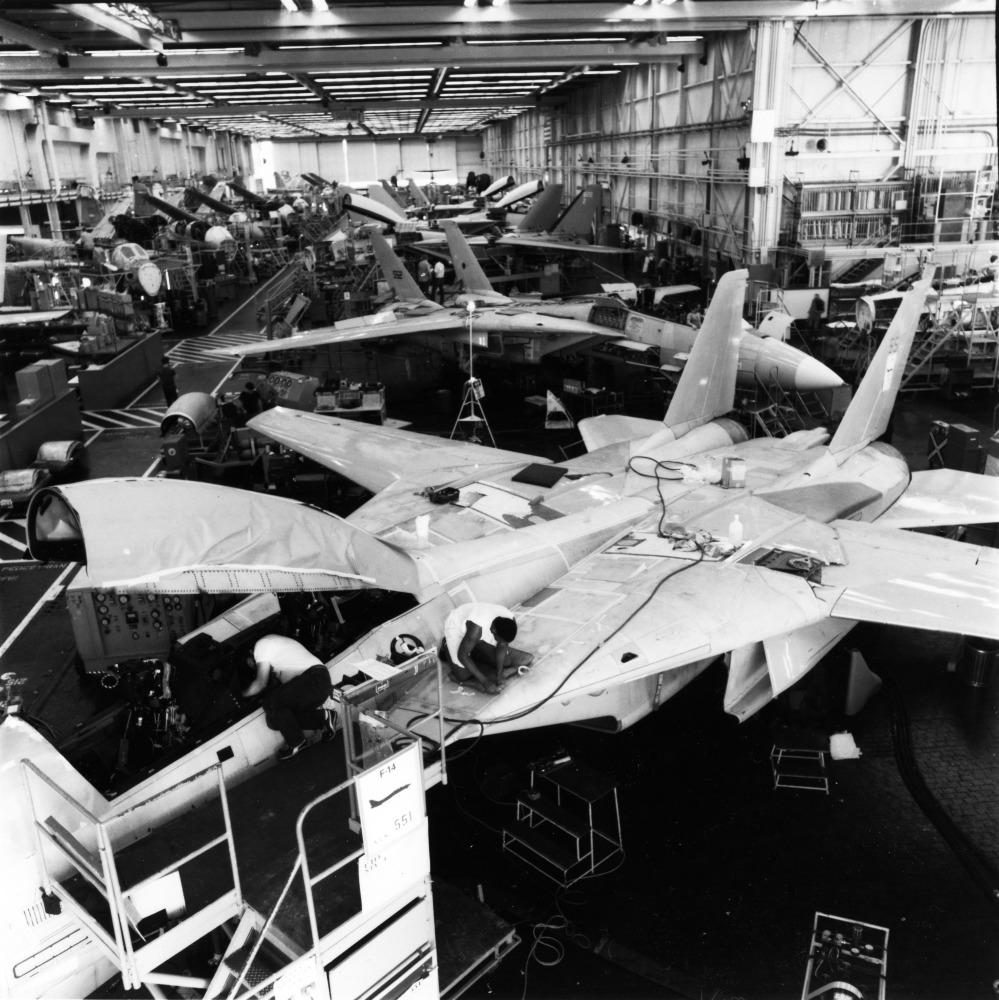
Ligne de production de F-14A au en 1986.

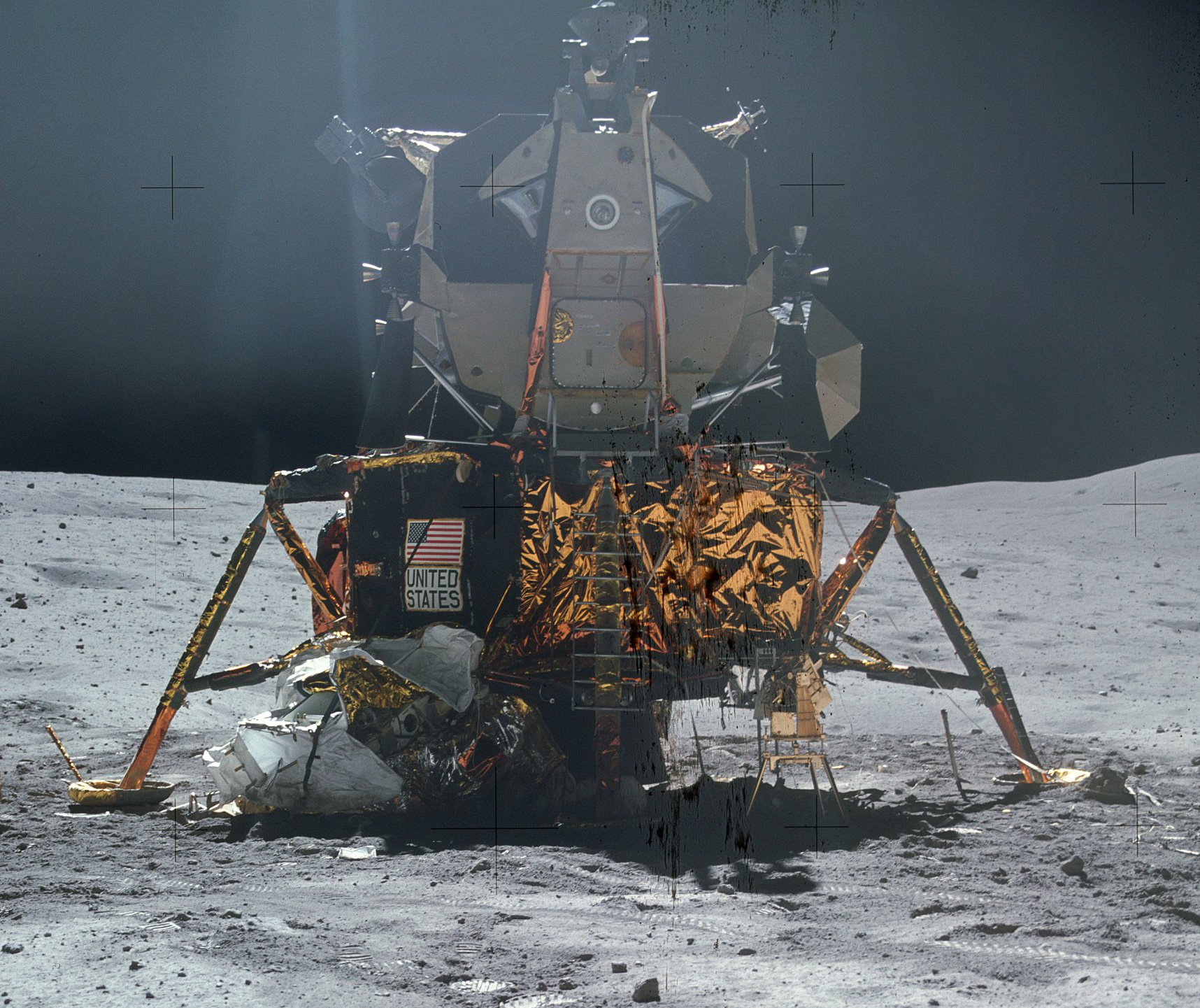
Construit en douze exemplaires dans le cadre du programme Apollo, le module lunaire est sans aucun doute la réalisation la plus célèbre du groupe Grumman. Ici LM-11, baptisé Orion, de la mission Apollo 16 (avril 1972).

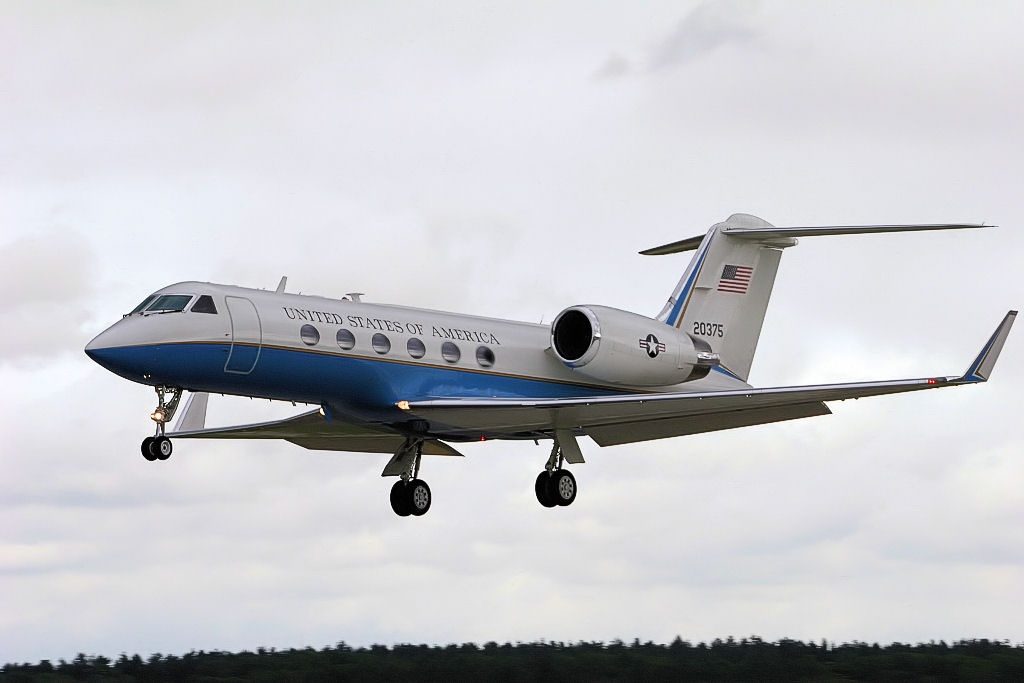
Jet de transport Gulfstream II en 2006

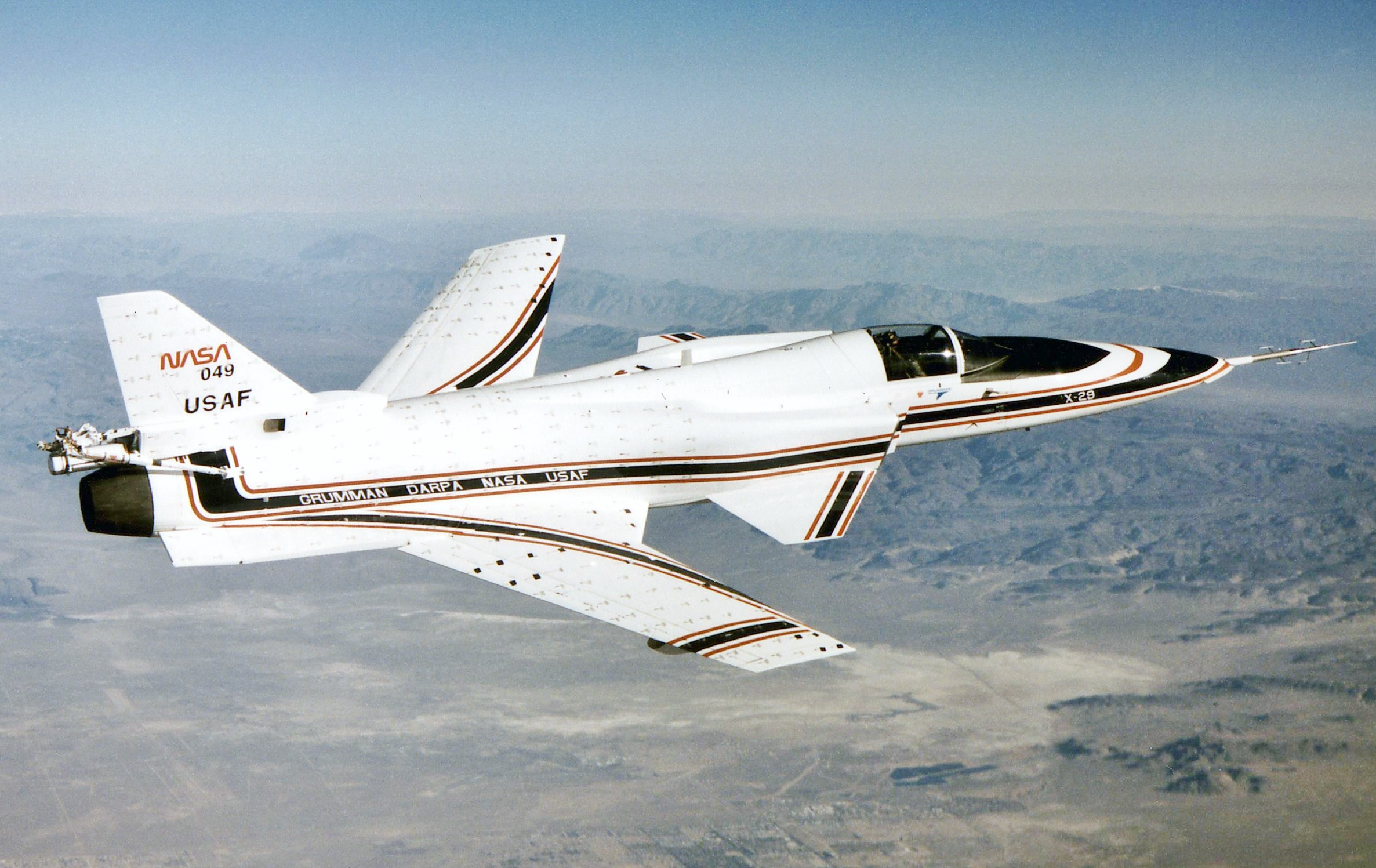
Démonstrateur Grumman X29 en vol

  - Grumman G-44 Widgeon (produit sous licence en France sous la dénomination SCAN 30)
  - Grumman HU-16 Albatross (ou U-16 dans la Navy)
  - Grumman G-73 Mallard
- Transport
  - Grumman C-1 Trader
  - Grumman C-2 Greyhound
  - Grumman C-4 Gulfstream I
  - Grumman C-11 Gulfstream II
- Guerre électronique
  - Grumman EA-6 Prowler
  - General Dynamics–Grumman EF-111A Raven
- AWACS
  - Grumman E-1 Tracer
  - Grumman E-2 Hawkeye
- Lutte anti-sous-marine
  - Grumman AF Guardian
  - Grumman S-2 Tracker
- expérimental
  - Grumman XTB2F
  - Grumman XF5F-1 Skyrocket
  - Grumman F10F Jaguar
  - General Dynamics–Grumman F-111B
  - Grumman X-29
- Autres
  - Grumman OV-1 Mohawk
- Espace
  - Module lunaire du programme Apollo
- Camions
  - Grumman LLV Postes Canada